# گلوجه (خورش رستم)
گلوجه یک روستا در ایران است که در بخش خورش رستم شهرستان خلخال در استان اردبیل واقع شده‌است. گلوجه ۵۶ نفر جمعیت دارد.

## جمعیت
این روستا در دهستان خورش رستم جنوبی قرار دارد و براساس سرشماری مرکز آمار ایران در سال ۱۳۸۵، جمعیت آن ۵۶ نفر (۱۲ خانوار) بوده‌است.